# Большие спорщики
«Большие спорщики» (англ. The Great Debaters) — американская биографическая драма, снятая режиссёром Дензелом Вашингтоном в 2007 году. Фильм основан на статье Тони Шермана, рассказывающей о дискуссионной команде колледжа Уайли и опубликованной в 1997 году в журнале «American Legacy». Мировая премьера ленты состоялась 11 декабря 2007 года.
Теглайн: англ. When the nation was in need, he inspired them to give us hope.

## Сюжет
Фильм основан на реальных событиях. Сюжет развивается вокруг Мэлвина Толсона, поэта и профессора, тренера по дебатам исторически «черного» колледжа Уайли, который прилагает все усилия, чтобы его команда выступала на равных с белыми в южных штатах Америки в 1930-х годах. В то время были распространены законы Джима Кроу и линчевание чернокожих. В финале им предстоит сразиться с непобедимыми спорщиками из Гарварда.

## В ролях
- Дензел Вашингтон — Мелвин Толсон
- Нэйт Паркер — Генри Лоу
- Джерни Смоллетт — Саманта Бук
- Дензел Уитакер — Джеймс Фармер мл.
- Джермейн Уильямс — Гамильтон Бёрджесс
- Форест Уитакер — доктор Джеймс Фармер ст.
- Джина Равера — Рут Толсон
- Джон Хёрд — шериф Дозьер
- Кимберли Элиз — Перл Фармер
- Девин А. Тайлер — Хелен Фармер

## Историческая подоплёка
Картина отражает социальную обстановку в Техасе во времена Великой Депрессии, когда негры переживали ежедневные оскорбления и унижения, распространено было и линчевание. Один из главных героев фильма — Джеймс Фармер мл., который в 14 лет после окончания школы попал в команду колледжа Уайли (позже он стал соучредителем Конгресса расового равенства и видным деятелем движения за гражданские права).
Согласно техасской газете «Houston Chronicle», персонаж участницы команды Саманты Бук основан на личности Генриетты Белл Уэллс — единственной женщины, которая была в составе команды по дебатам из колледжа Уайли в 1930 году, когда они приняли участие в первом коллегиальном обсуждении межрасовых вопросов в США.
Известная цитата Августина Блаженного «Несправедливый закон не является законом вообще» является ключевой для всего фильма, она используется несколько раз во время дебатов.
Ещё одна важная цитата повторяется несколько раз и изменяется в зависимости от контекста: «Ты делаешь то, что делаешь, для того, чтобы мы могли сделать то, что мы хотим сделать». Эту цитату в фильме говорят только Джеймс Фармер ст. и Джеймс Фармер мл.

## Награды и номинации
- 2007 — премия «Свобода выражения» Национального совета кинокритиков США.
- 2008 — номинация на премию «Золотой глобус» за лучший фильм — драму.
- 2008 — Премия Святого Христофора в категории «художественный фильм».
- 2008 — премия имени Стэнли Крамера от Гильдии продюсеров США.
- 2008 — 4 премии NAACP Image Award: лучший фильм, лучший актёр (Дензел Вашингтон), лучшая актриса (Джерни Смоллетт), лучший актёр второго плана (Дензел Уитакер).
- 2008 — номинация на премию «Молодой актёр» в категории «лучший молодой актёр второго плана — фантастика или драма» (Дензел Уитакер).